# 愚かな天使は悪魔と踊る
『愚かな天使は悪魔と踊る』（おろかなてんしはあくまとおどる）は、アズマサワヨシによる日本の漫画作品。『電撃マオウ』（KADOKAWA）にて2016年8月号（6月27日発売）より連載中。略称は「かな天」。2021年11月に単行本第12巻が発売された際には、YouTubeのKADOKAWAオフィシャルチャンネルにて、本作のボイスコミックを公開。リーリヤが主役の本作初となるスピンオフ『愚かな天使は悪魔と踊るスピンオフ みだらな素体は性に目覚める』が、すいみんの作画で同誌にて2023年1月号（2022年11月26日発売）より2024年5月号（同年3月27日発売）まで連載。
2024年にはテレビアニメが放送された。
作中の舞台となる街のモデルは栃木県宇都宮市であり、テレビアニメ版にも市内の情景が描かれている。

## あらすじ
この世界には人間が住む人間界の他に、悪魔が住む魔界と天使が住む天界が存在し、悪魔と天使は長年にわたって戦争を続けていた。そして現代、天使の猛攻によって悪魔たちは劣勢に立たされていた。
悪魔・阿久津雅虎は、魔界が滅びかけてもなお戦おうとしない堕落した同胞たちを奮い立たせるために、アイドルを探して人間界を訪れる。
人間界で学校に転校し、早速彼は天音リリーという美少女を適任として勧誘するも、彼女の正体は天使だった。戦闘となり敗北した阿久津は浄化の代わりに首輪をつけられ、魔界へ戻れなくされてしまう。
2人は互いに相手を自分の側に引き寄せようと奮闘する。

## 登場人物
声の項は特記がない限りテレビアニメ版における声優。
阿久津 雅虎（あくつ まさとら）
声 - 内田雄馬 / 八代拓（ボイスコミック）
本作の主人公。悪魔。魔界の危機を救うため人間界に潜入したが、リリーに首輪をつけられ、しもべにされてしまう。
何故か天使の羽を黒くしたものを背中の左側に5枚有しており、普段は見えないが激昂した状態になると現れる。この状態になると身体能力が大きく跳ね上がるが、完全に理性を失い、敵と認識したものを徹底的に攻撃する。
天音 リリー（あまね リリー）
声 - 佐倉綾音 / 本渡楓（ボイスコミック）
本作のヒロイン。天使。人間に変装中はハーフで帰国子女、才色兼備の女子生徒として振舞っている。
学生として振舞う時は丁寧語で話しているが、天使の本性が出ているときは所謂老人語（のじゃロリ）で話す。
天界の意向とは別に独自の行動をとっており、雅虎をしもべにしたのもその一環。天界の者を見返すことを企んでいる模様。
天使の実力の象徴である羽を持たない「羽なし」として見下されており、阿久津に見せた翼は能力で作り出した偽物。
リーリヤ
声 - 石原夏織
リリーの戦闘用素体。宿主は天音リリー。
初登場ではアイネに操られ、リリーと雅虎に襲い掛かるが、蛇を引っこ抜かれたことで停止する。
その後リリーが体調を崩し学校を休んだ際リリーの姉を名乗って現れ、リリーの代理と称して授業を受ける。
谷川 裕也（たにがわ ゆうや）
声 - 梅田修一朗 / 広瀬裕也（ボイスコミック）
阿久津が転校して最初にできた友人。
広田 健作（ひろた けんさく）
声 - 土岐隼一 / 堀井茶渡（ボイスコミック）
かわいい子を見ると告白しまくり、そしてフラれまくる、クラスのお調子者。
棚橋 夕香（たなはし ゆうか）
声 - 東山奈央
健作の幼なじみ。彼女を自称しているが、実際に付き合っているわけではない模様。
リズ
声 - 釘宮理恵 / 渕上舞（ボイスコミック）
魔界での阿久津の上司。
城村先生（しろむらせんせい）
声 - 山路和弘 / 速水奨（ボイスコミック）
阿久津達のクラス担任。
アイネ
声 - 桑島法子
リリーとツヴァイの姉。天使。妹リリーの戦闘用素体を蛇を使って操り、リリーを殺害しようとした。
ツヴァイ
声 - 置鮎龍太郎
アイネの弟であり、リリーの兄。天使。天使というよりも妖精を思わせる2対の羽が特徴。
ジョー
声 - 野沢雅子
阿久津の脳内アバター。リリーとのオトしあいバトルの際に登場し、チャムとボクシングで殴り合う。
チャム
声 - 田中真弓
リリーの脳内アバター。阿久津とのオトしあいバトルの際に登場し、ジョーとボクシングで殴り合う。

## 書誌情報
- アズマサワヨシ『愚かな天使は悪魔と踊る』KADOKAWA〈電撃コミックスNEXT〉、既刊21巻（2025年6月27日現在）
  1. 2016年12月17日発売[15]、ISBN 978-4-04-892510-5
  2. 2017年3月27日発売[16]、ISBN 978-4-04-892788-8
  3. 2017年8月27日発売[17]、ISBN 978-4-04-893308-7
  4. 2018年3月26日発売[18]、ISBN 978-4-04-893711-5
  5. 2018年9月27日発売[19]、ISBN 978-4-04-893988-1
  6. 2019年2月25日発売[20]、ISBN 978-4-04-912361-6
  7. 2019年8月24日発売[21]、ISBN 978-4-04-912651-8
  8. 2020年1月27日発売[22]、ISBN 978-4-04-912981-6
  9. 2020年7月27日発売[23]、ISBN 978-4-04-913297-7
  10. 2021年1月27日発売[24]、ISBN 978-4-04-913631-9
  11. 2021年7月27日発売[25]、ISBN 978-4-04-913897-9
  12. 2021年11月27日発売[6][26]、ISBN 978-4-04-914121-4
  13. 2022年5月27日発売[27]、ISBN 978-4-04-914428-4
  14. 2022年10月31日発売[28]、ISBN 978-4-04-914712-4
  15. 2023年4月27日発売[29]、ISBN 978-4-04-914991-3
  16. 2023年10月26日発売[30]、ISBN 978-4-04-915256-2
  17. 2023年12月27日発売[31]、ISBN 978-4-04-915430-6
  18. 2024年1月26日発売[32]、ISBN 978-4-04-915484-9
  19. 2024年6月26日発売[33]、ISBN 978-4-04-915796-3
  20. 2025年1月27日発売[34]、ISBN 978-4-04-916177-9
  21. 2025年6月27日発売[35]、ISBN 978-4-04-916530-2
- アズマサワヨシ（原作）、すいみん（漫画）『愚かな天使は悪魔と踊るスピンオフ みだらな素体は性に目覚める』KADOKAWA〈電撃コミックスNEXT〉、全2巻
  1. 2023年10月26日発売[36]、ISBN 978-4-04-915252-4
  2. 2024年6月26日発売[33]、ISBN 978-4049157963

## テレビアニメ
2023年4月26日に発売された『電撃マオウ』6月号にてテレビアニメ化が発表された。2024年1月から3月までテレビ東京ほかにて放送された。

### スタッフ
- 原作 - アズマサワヨシ[9]
- 監督・シリーズ構成・音響監督 - 川崎逸朗[9]
- 助監督 - 球野たかひろ[39]
- キャラクターデザイン - 八尋裕子[9]
- サブキャラクターデザイン - 南方麻奈美[39]
- メインアニメーター - 田村亮太、村井奎太
- アクションアニメーター - 田村亮太[39]
- 美術監督 - 保木いずみ、加藤浩[39]
- 美術設定 - 加藤浩、浅見由一
- 色彩設計 - 小宮ひかり[39]
- 撮影監督 - 小池里恵子[39]
- 編集 - 平木大輔[39]
- 音響効果 - 小山恭正[39]
- 音楽 - 伊賀拓郎[9]
- 音楽制作 - ANLA[9]
- 音楽プロデューサー・制作プロデューサー - 西辺誠
- プロデューサー - 吉岡直紀、桑山ゆかり、飯塚彩、大椛武人、奈良初男、柴山智歩、外川明宏、矢後建
- アニメーションプロデューサー - 吉田啓祐
- アニメーション制作 - Children's Playground Entertainment[9]
- 制作協力 - GAINA[9]
- 製作 - かな天製作委員会[39]

### 主題歌
「オトワ」
太陽と踊れ月夜に唄えによるオープニングテーマ。作詞・作曲は渡辺翔、編曲はeba。
「Gift」
石原夏織によるエンディングテーマ。作詞は栁舘周平と稲葉エミ、作曲は栁舘周平、編曲は奈良悠樹。

### 各話リスト
| 話数   | サブタイトル         | 脚本           | 絵コンテ          | 演出                | 作画監督                                                        | 総作画監督 | 初放送日      |
| ------ | -------------------- | -------------- | ----------------- | ------------------- | --------------------------------------------------------------- | ---------- | ------------- |
| 第1話  | Dance with the devil | 川崎逸朗       | 川崎逸朗          | 球野たかひろ        | 増田俊介                                                        | 八尋裕子   | 2024年 1月9日 |
| 第2話  | Lalapalooza          | 川崎逸朗       | 川崎逸朗          | 球野たかひろ        | LEE SI MIN SIM MYEONG JU HWANG MI JUNG LEE MI KYUNG             | 増田俊介   | 1月16日       |
| 第3話  | Preparation          | 川崎逸朗       | 金澤洪充          | 渡邊哲哉            | HAN SEUNG JIN LEE MI KYUNG HWANG JI JUNG SIM MYEONG JU          | 増田俊介   | 1月23日       |
| 第4話  | Heat limit           | 川崎逸朗       | 金澤洪充          | 球野たかひろ        | 大津晃平 モンテロン ジャスリン 松下純子                         | 増田俊介   | 1月30日       |
| 第5話  | Turning point        | 川崎逸朗       | 川崎逸朗          | 三好なお            | 増田俊介 HAN SEUNG JIN HWANG MI JUNG                            | 増田俊介   | 2月6日        |
| 第6話  | Close your eyes      | あみやまさはる | 川崎逸朗 金澤洪充 | JOL                 | 南方麻奈美                                                      | 南方麻奈美 | 2月13日       |
| 第7話  | First aid            | あみやまさはる | 金澤洪充          | 小林繁太 上原ほのか | 増田俊介 CHOI HEE EUN HAN SEUNG JIN HWANG MI JUNG SIM MYEONG JU | 増田俊介   | 2月20日       |
| 第8話  | Absolutely not       | 川崎逸朗       | 川崎逸朗          | 球野たかひろ        | 増田俊介 南方麻奈美 玄機株式会社                                | 増田俊介   | 2月27日       |
| 第9話  | No absolutes         | あみやまさはる | 川崎逸朗 信田ユウ | 信田ユウ            | 増田俊介 永田有香 玄機株式会社                                  | 増田俊介   | 3月5日        |
| 第10話 | Dignity              | あみやまさはる | 金澤洪充          | 陳達理              | 大津晃平 モンテロン ジャスリン                                  | 増田俊介   | 3月12日       |
| 第11話 | Thanks               | 川崎逸朗       | 川崎逸朗          | 球野たかひろ        | Sim Myeong Ju Hwang Mi Jung                                     | 南方麻奈美 | 3月19日       |
| 第12話 | to you.              | 川崎逸朗       | 川崎逸朗          | 川崎逸朗            | 増田俊介 南方麻奈美                                             | 八尋裕子   | 3月26日       |

### 放送局
| 放送期間                | 放送時間                     | 放送局       | 対象地域   | 備考                                            |
| ----------------------- | ---------------------------- | ------------ | ---------- | ----------------------------------------------- |
| 2024年1月9日 - 3月26日  | 火曜 1:30 - 2:00（月曜深夜） | テレビ東京   | 関東広域圏 | 製作参加                                        |
|                         |                              | テレビ大阪   | 大阪府     |                                                 |
|                         | 火曜 23:00 - 23:30           | AT-X         | 日本全域   | 製作参加 / CS放送 / 字幕放送 / リピート放送あり |
| 2024年1月12日 - 3月29日 | 金曜 0:30 - 0:59（木曜深夜） | BSテレ東     | 日本全域   | BS/BS4K放送                                     |
| 2024年1月26日 -         | 金曜 1:20 - 1:50（木曜深夜） | 琉球朝日放送 | 沖縄県     |                                                 |

| 配信開始日    | 配信時間        | 配信サイト |
| ------------- | --------------- | --- |
| 2024年1月9日  | 火曜 12:00 更新 | dアニメストア |
| 2024年1月12日 | 金曜 12:00 更新 | U-NEXT アニメ放題 |
| 2024年1月14日 | 日曜 12:00 更新 | ABEMA Lemino ニコニコ生放送 ニコニコチャンネル バンダイチャンネル Hulu TELASA J:COMオンデマンド milplus Amazon Prime Video FOD DMM TV ネットもテレ東 TVer music.jp ビデオマーケット カンテレドーガ HAPPY!動画 |

### BD / DVD
| 巻 | 発売日        | 収録話         | 規格品番  | 規格品番   |
| 巻 | 発売日        | 収録話         | BD        | DVD        |
| -- | ------------- | -------------- | --------- | ---------- |
| 1  | 2024年3月27日 | 第1話 - 第4話  | KAXA-8791 | KABA-11521 |
| 2  | 2024年4月24日 | 第5話 - 第8話  | KAXA-8792 | KABA-11522 |
| 3  | 2024年5月29日 | 第9話 - 第12話 | KAXA-8793 | KABA-11523 |

| テレビ東京 火曜 1:30 - 2:00（月曜深夜） | テレビ東京 火曜 1:30 - 2:00（月曜深夜）    | テレビ東京 火曜 1:30 - 2:00（月曜深夜） |
| 前番組                                  | 番組名                                     | 次番組                                  |
| --------------------------------------- | ------------------------------------------ | --------------------------------------- |
| 聖剣学院の魔剣使い - ※BSフジ製作        | 愚かな天使は悪魔と踊る - ※AT-Xとの共同製作 | 狼と香辛料 MERCHANT MEETS THE WISE WOLF |